# ORC1L
La subunidad 1 del complejo de reconocimiento de origen (ORC1L) es una proteína codificada en humanos por el gen orc1L.
El complejo de reconocimiento de origen (ORC) es un complejo proteico de 6 subunidades muy conservado, esencial para la iniciación de la replicación del ADN en células eucariotas. Estudios llevados a cabo en levaduras han demostrado que el ORC se une específicamente a los orígenes de replicación y sirve como plataforma para el ensamblaje de factores de iniciación adicionales tales como las proteínas Cdc6 y Mcm. ORC1L es la subunidad de mayor tamaño del complejo ORC. Mientras que otras subunidades del complejo ORC se mantienen estables a lo largo del ciclo celular, los niveles de esta proteína varían notablemente durante el ciclo celular, lo cual parece estar controlado por proteólisis mediada por ubiquitina tras el inicio de la replicación del ADN. ORC1L es selectivamente fosforilada durante la mitosis. También se observado que interacciona con la histona acetiltransferasa 2 MYST, una proteína implicada en el control de la transcripción.

## Interacciones
La proteína Cdk2 ha demostrado ser capaz de interaccionar con:
- ORC2L[3][4][5][6]
- ORC4L[3]
- ORC5L[3]
- MCM4[3]
- MYST2[7]
- CDC6[3][8]
- Cdk2[6]
- MCM6[3]
- SKP2[6]
- MCM7[3]
- MCM2[3]
- Proteína asociada a CDC45[3]
- CDC7[3]